# خوسيه مانويل بينتو دوس سانتوس
خوسيه مانويل بينتو دوس سانتوس (بالبرتغالية: José Bento dos Santos‏) هو مهندس برتغالي، ولد في 1947.